# Pimpinella tongloensis
Pimpinella tongloensis är en flockblommig växtart som beskrevs av P.K.Mukh. Pimpinella tongloensis ingår i släktet bockrötter, och familjen flockblommiga växter. Inga underarter finns listade i Catalogue of Life.